# Stenblomma
Stenblomma var en svensk musikgrupp från Lund, aktiv 1972-1974. Den blandade psykedelisk rock med visa.
Gruppen startades av sångaren/gitarristen Hélène Bohman (gift Blomqvist) som också gjorde text och musik till sångerna. I Stenblomma spelade två manliga musiker: Gregory Johnsson-King på diverse gitarrer och Timo Toiviainen på bongotrummor, tablas och congas. Bandet bildades i Lund och blev en del av den samtida skånska musikrörelsen. Bandet Träd, Gräs och Stenar var inspiratörer och deras stöd ledde till inspelningen av LP:n Alla träd har samma rot (Silence Records) där gruppen också medverkade som musiker.
Stenblommas låtar kombinerade ett granskande av samhället med mer traditionella kvinnliga teman: naturen, människans väg inklusive kärlekens betydelse i livet. Bandet var verksamt i knappt två år och upplöstes 1974.

## Medlemmar

### Hélène Bohman-Blomqvist
Hélène Bohman-Blomqvist, folkbokförd som Hélène Elisabeth Michaelsdotter Blomqvist, född 15 januari 1949, är dotter till läkaren Michael Bohman och sondotter till lutsångaren Gunnar Bohman och konstnären Signe Bohman. Hon samarbetade 1966 som 17-åring med Roland von Malmborg i låten "Tumbalalaika", vilket resulterade i en veckas placering på Svensktoppen. I början av 1970-talet flyttade hon till Lund för att studera vid socialhögskolan där. Utöver inspelningen med Stenblomma medverkade hon på musikalbumet Tjejclown (1974). Hon sökte sig 1975 till Järna, där det fanns biodynamisk odling, Waldorfpedagogik och en konstnärlig kultur och kom att till 1994 kombinera omvårdnadsarbete och musicerande. Hon blev därefter talgestaltare (talkonst, lyrik, berättande, drama) och inspirerades därigenom att på nytt börja dikta och göra sånger. 
År 2008 kom solo-CD:n En eldfågels bo är hjärtat. "
2014 kom CD-n "En eldfågelsbo är hjärtat."  
2018 släppte hon "Vi är de levande", ett album, som Jan Hammarlund producerade, på YTFr.  
I slutet av april 2019 kommer diktsviten "Och tiden."
Hon uppträder fortfarande under namnet Hélène Bohman-Blomqvist.

### Greg Johnsson-King
Greg Johnsson-King, som även varit medlem i countrybluesbandet Folk Blues Inc. från Göteborg flyttade efter Stenblommas uppbrott till Bristol i England, där han fortsatte med musiken. Han avled senare.

### Timo Toivianen
Timo Toivianen bor numera i S:t Michel i Finland och är aktiv rockmusiker där.

## Diskografi
- 1973 – Alla träd har samma rot
- 2008 – En eldfågels bo är hjärtat
- 2018 – Vi är de levande (YTFr)